# نادي مليحة
نادي مليحة نادي كرة قدم إماراتي يلعب في دوري الدرجة الأولى ويقع في منطقة مليحة في إمارة الشارقة .